# Horsham
Horsham este un oraș și un district ne-metropolitan situat în Regatul Unit, reședința  comitatului West Sussex din regiunea South East, Anglia. Districtul are o populație de 128.300 locuitori, dintre care 47.804 locuiesc în orașul propriu zis Horsham.